# Fuente el Olmo de Fuentidueña
Fuente el Olmo de Fuentidueña es un municipio y localidad española de la provincia de Segovia, en la comunidad autónoma de Castilla y León. El municipio cuenta con una población de 395 habitantes (INE 2024).

## Geografía

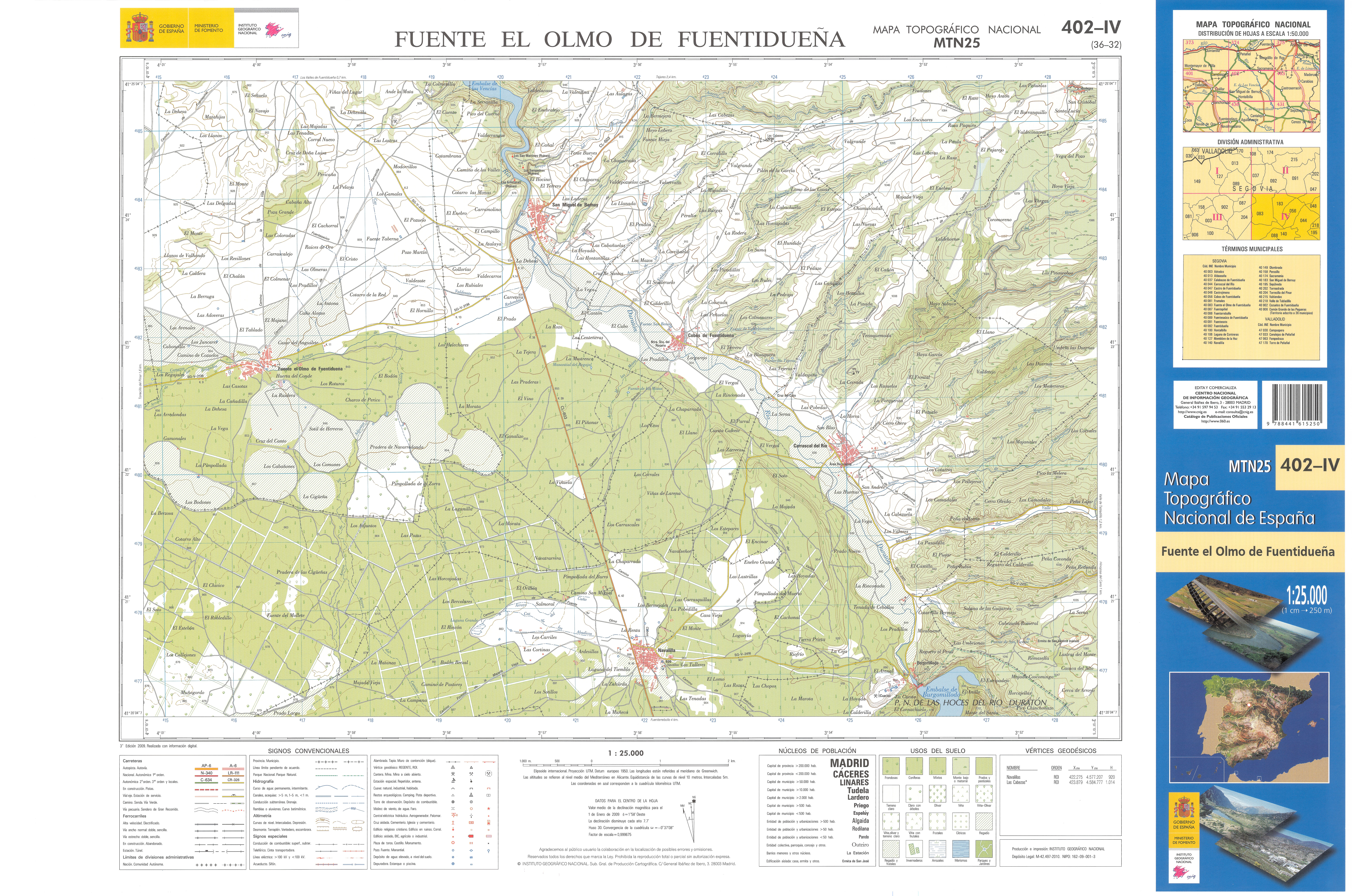
Fragmento de la hoja 402 del Mapa Topográfico Nacional de España de 2009 en el que se representa Fuente el Olmo de Fuentidueña

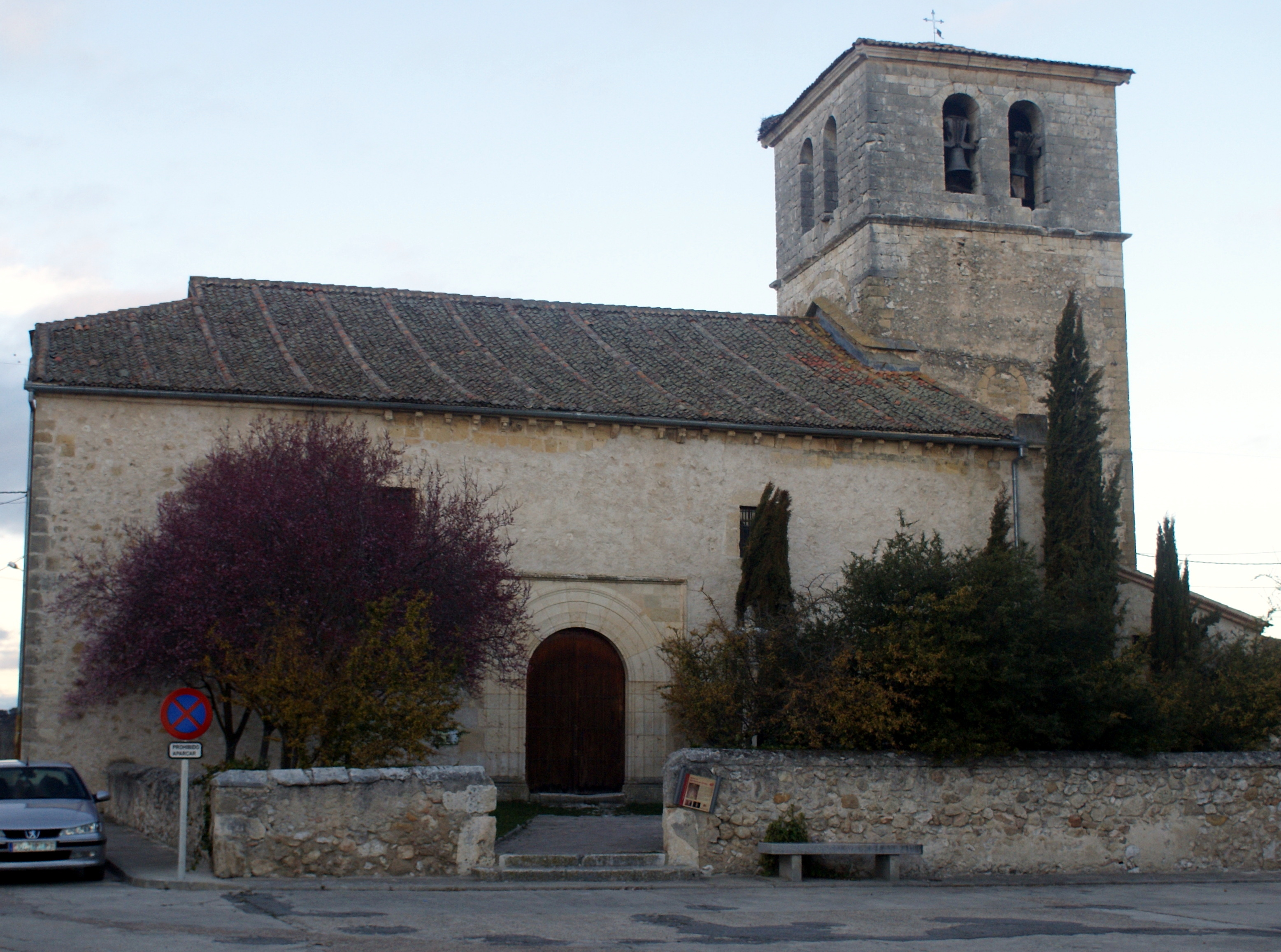
Iglesia de San Pedro en Cátedra

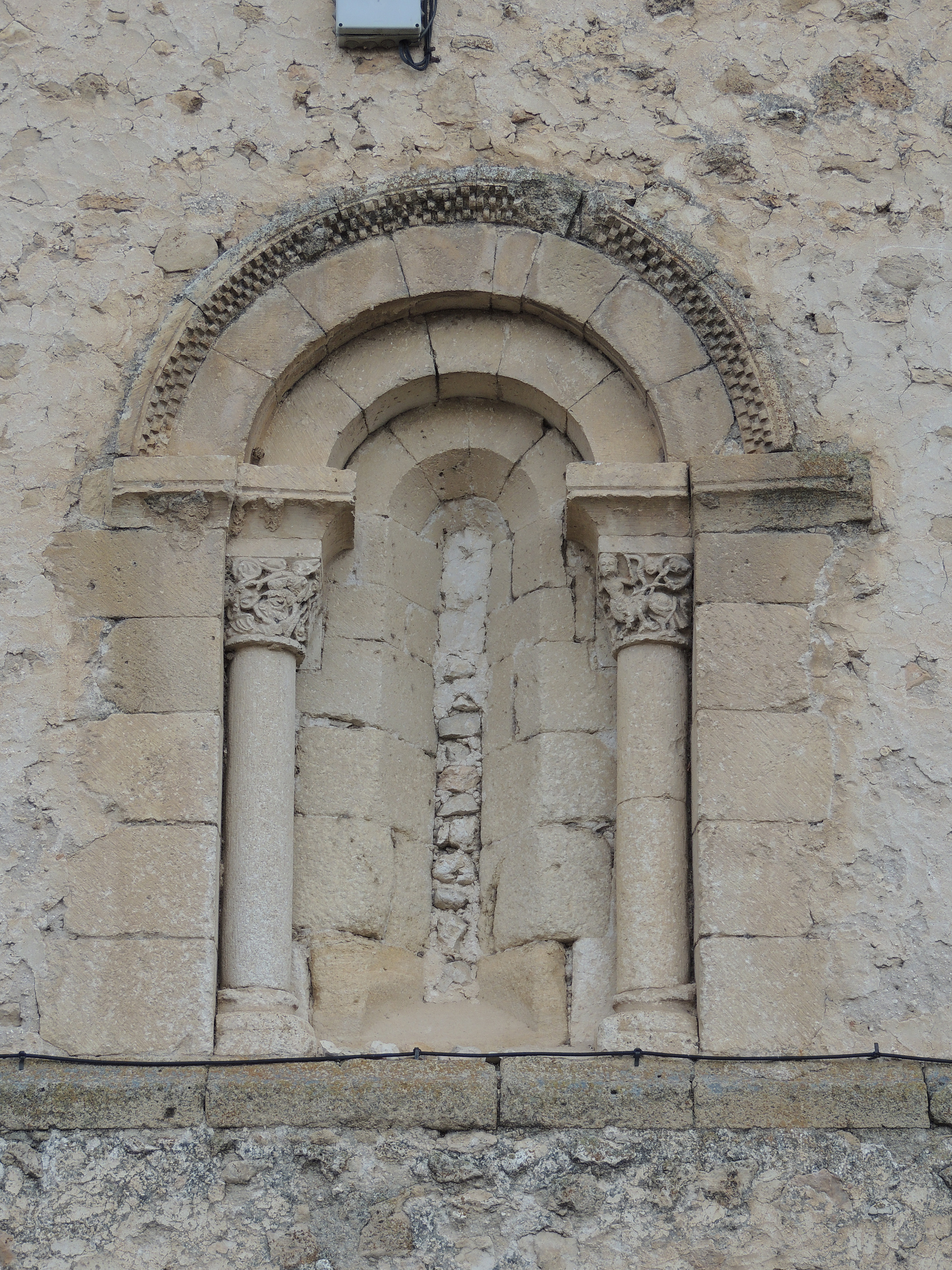
Ventana de la iglesia de San Pedro

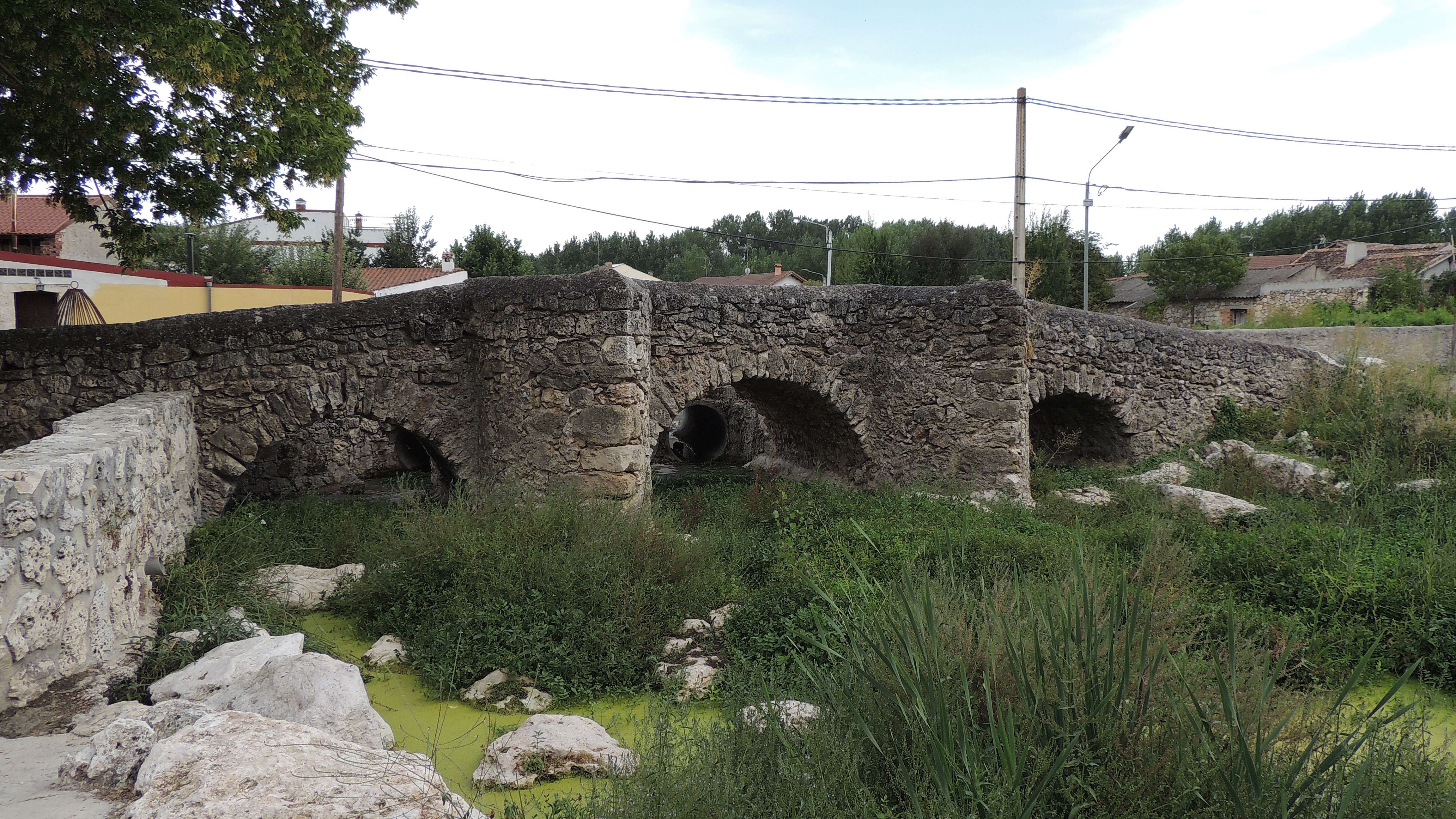
Puente del arroyo de las Redondas

La localidad de Fuente el Olmo de Fuentidueña se encuentra situada en la zona central de la península ibérica, en el extremo norte de la provincia de Segovia, y tiene una superficie de 31,18 km².
| Noroeste: Fuentepiñel          | Norte: Valles de Fuentidueña | Noreste: San Miguel de Bernuy |
| Oeste: Torrecilla del Pinar    |                              | Este: San Miguel de Bernuy    |
| Suroeste: Torrecilla del Pinar | Sur: Fuentidueña             | Sureste: San Miguel de Bernuy |

### Clima
El clima de Fuente el Olmo de Fuentidueña es mediterráneo continentalizado, como consecuencia de la elevada altitud y su alejamiento de la costa, sus principales características son:
- La temperatura media anual es de 11,50 °C con una importante oscilación térmica entre el día y la noche que puede superar los 20 °C. Los inviernos son largos y fríos, con frecuentes nieblas y heladas, mientras que los veranos son cortos y calurosos, con máximas en torno a los 30 °C, pero mínimas frescas, superando ligeramente los 13 °C.[cita requerida]
- Las precipitaciones anuales son escasas (514,10mm) pero se distribuyen de manera relativamente equilibrada a lo largo del año excepto en el verano que es la estación más seca (82,20mm). Las montañas que delimitan la meseta retienen los vientos y las lluvias, excepto por el Oeste, donde la ausencia de grandes montañas abre un pasillo al Océano Atlántico por el que penetran la mayoría de las precipitaciones que llegan a Fuente el Olmo de Fuentidueña.[cita requerida]

En la Clasificación climática de Köppen se corresponde con un clima Csb (oceánico mediterráneo), una transición entre el Csa (mediterráneo) y el Cfb (oceánico) producto de la altitud. A diferencia del mediterráneo presenta un verano más suave, pero al contrario que en el oceánico hay una estación seca en los meses más cálidos.
| Parámetros climáticos promedio de San Miguel de Bernuy en el periodo 1961-2003 | Parámetros climáticos promedio de San Miguel de Bernuy en el periodo 1961-2003 | Parámetros climáticos promedio de San Miguel de Bernuy en el periodo 1961-2003 | Parámetros climáticos promedio de San Miguel de Bernuy en el periodo 1961-2003 | Parámetros climáticos promedio de San Miguel de Bernuy en el periodo 1961-2003 | Parámetros climáticos promedio de San Miguel de Bernuy en el periodo 1961-2003 | Parámetros climáticos promedio de San Miguel de Bernuy en el periodo 1961-2003 | Parámetros climáticos promedio de San Miguel de Bernuy en el periodo 1961-2003 | Parámetros climáticos promedio de San Miguel de Bernuy en el periodo 1961-2003 | Parámetros climáticos promedio de San Miguel de Bernuy en el periodo 1961-2003 | Parámetros climáticos promedio de San Miguel de Bernuy en el periodo 1961-2003 | Parámetros climáticos promedio de San Miguel de Bernuy en el periodo 1961-2003 | Parámetros climáticos promedio de San Miguel de Bernuy en el periodo 1961-2003 | Parámetros climáticos promedio de San Miguel de Bernuy en el periodo 1961-2003 |
| Mes | Ene.                                                                           | Feb.                                                                           | Mar.                                                                           | Abr.                                                                           | May.                                                                           | Jun.                                                                           | Jul.                                                                           | Ago.                                                                           | Sep.                                                                           | Oct.                                                                           | Nov.                                                                           | Dic.                                                                           | Anual                                                                          |
| --- | ------------------------------------------------------------------------------ | ------------------------------------------------------------------------------ | ------------------------------------------------------------------------------ | ------------------------------------------------------------------------------ | ------------------------------------------------------------------------------ | ------------------------------------------------------------------------------ | ------------------------------------------------------------------------------ | ------------------------------------------------------------------------------ | ------------------------------------------------------------------------------ | ------------------------------------------------------------------------------ | ------------------------------------------------------------------------------ | ------------------------------------------------------------------------------ | ------------------------------------------------------------------------------ |
| Temp. media (°C) | 3.40                                                                           | 5.00                                                                           | 8.10                                                                           | 9.20                                                                           | 13.80                                                                          | 17.80                                                                          | 20.90                                                                          | 20.90                                                                          | 16.20                                                                          | 11.60                                                                          | 6.80                                                                           | 4.30                                                                           | 11.50                                                                          |
| Precipitación total (mm) | 50.90                                                                          | 42.00                                                                          | 38.20                                                                          | 51.80                                                                          | 59.40                                                                          | 42.80                                                                          | 22.60                                                                          | 16.80                                                                          | 33.60                                                                          | 50.20                                                                          | 57.30                                                                          | 48.60                                                                          | 514.10                                                                         |
| Fuente: Ministerio de Agricultura, Alimentación y Medio Ambiente. Datos de precipitación para el periodo 1961-2003 y de temperatura para el periodo 1987-2003 en San Miguel de Bernuy 4 de octubre de 2012 |                                                                                |                                                                                |                                                                                |                                                                                |                                                                                |                                                                                |                                                                                |                                                                                |                                                                                |                                                                                |                                                                                |                                                                                |                                                                                |

## Geografía humana

### Demografía
Cuenta con una población de 395 habitantes (INE 2024).
| Gráfica de evolución demográfica de Fuente el Olmo de Fuentidueña entre 1842 y 2021 |
| |
| Población de derecho según los censos de población del INE Población de hecho según los censos de población del INEEntre el censo de 1857 y el anterior, crece el término del municipio porque incorpora a 405045 (Valles de Fuentidueña) |

| Nacionalidad | Hombres | Mujeres | Total | %     | Proporción |
| ------------ | ------- | ------- | ----- | ----- | ---------- |
| Española     | 40      | 24      | 64    | 35.5% |            |
| Extranjera   | 41      | 75      | 116   | 64.4% |            |

| País      | Hombres | Mujeres | Total | %     | Proporción |
| --------- | ------- | ------- | ----- | ----- | ---------- |
| Rumania   | 38      | 60      | 98    | 84.5% |            |
| Marruecos | 0       | 11      | 11    | 9.5%  |            |
| Polonia   | 0       | 2       | 2     | 1.7%  |            |
| Colombia  | 0       | 1       | 1     | 0.8%  |            |
| Nigeria   | 1       | 0       | 1     | 0.8%  |            |
| Ucrania   | 0       | 1       | 1     | 0.8%  |            |

## Administración y política
| Periodo   | Nombre                                                             | Partido       |
| --------- | ------------------------------------------------------------------ | ------------- |
| 1979-1983 | Valentín Lázaro Navajo                                             | UCD           |
| 1983-1987 | Teófilo Galindo García (1983-1984)Rafael Pérez Herrero (1984-1987) | AP-PDP-ULPSOE |
| 1987-1991 | Rafael Pérez Herrero                                               | PDP           |
| 1991-1995 | Rafael Pérez Herrero                                               | PP            |
| 1995-1999 | David Pérez Lobo                                                   | PP            |
| 1999-2003 | Rafael Pérez Herrero                                               | PP            |
| 2003-2007 | Rafael Pérez Herrero                                               | PP            |
| 2007-2011 | Teófilio Pérez de Santos                                           | A. E. F. O    |
| 2011-2015 | Eulogio Martín Arranz                                              | PCAS          |
| 2015-2019 | José Núñez Romero                                                  | PCAS          |
| 2019-2023 | José Núñez Romero                                                  | PP            |
| 2023-act. | Francisco Javier Andrés Velasco                                    | PP            |